# Imperia
Imperia je město v italském kraji Ligurie, v provincii Imperia. Leží v severozápadní části země, v Janovském zálivu, na pobřeží Ligurského moře. Je součástí Italské riviéry, respektive její západní části Riviery di Ponente (tato oblast je také pro pěstování květin nazývaná Riviera dei Fiore). Imperia je vzdálená přibližně 120 km západně od Janova, hlavního centra Ligurie a 50 km od francouzských hranic. Město je oblíbené letovisko a je známé pěstováním květin a oliv.

## Město a památky
Imperia vznikla až v roce 1923 sloučením dvou menších měst Porto Maurizio a Oneglia a několika okolních obcí. Tvoří ji poměrně odlišné části. Zatímco Oneglia je ponejvíce průmyslová oblast, Porto Maurizio je vystavěno na 50 m vysokém vrchu a má zachované středověké centrum s dominantní stavbou klasicistní katedrály S. Maurizio (svatého Mořice).
- Katedrála San Maurizio – svatého Mořice, stavba z let 1781 až 1832
- Staré Město, nazývané Parasio
- Námořní muzeum věnované lodní dopravě
- Barokní kostel San Giovanni Battista – sv. Jana Křtitele, stavba z let 1739 - 59 (Oneglia)
- Muzeum oliv (Oneglia)